# Avventure in elicottero
Avventure in elicottero (Whirlybirds) è una serie televisiva statunitense in 111 episodi andati in onda dal 1957 al 1960 negli Stati Uniti e negli anni sessanta in Italia sulla RAI. Negli Stati Uniti la serie è conosciuta anche con il nome di Copter Patrol.
Alcune copie della serie sono vendute su internet non ufficialmente perché non disponibili in DVD. L'archivio nazionale degli Stati Uniti (National Archives and Records Administration) possiede il set completo delle stampe originali di 16 millimetri.

## Trama
La serie è incentrata sulle avventure di due piloti di elicotteri da salvataggio della compagnia Whirlybird Service, Chuck Martin (Kenneth Tobey) e P.T. Moore (Craig Hill), nella cittadina fittizia di Longwood Field.

## Produzione
Gli attori Kenneth Tobey e Craig Hill non hanno mai volato sugli elicotteri durante le riprese della serie. Il compito è stato affidato agli esperti piloti d'elicottero Ed Fuderich, Bob Gilbert, e Harry Hauss della National Helicopter Inc. Per i primi quattro episodi la serie fu intitolata The Whirlybirds, mentre i successivi 107 episodi fu definitivamente intitolata Whirlybirds. Molti episodi sono stati diretti da Harve Foster e Robert Altman.
La serie è stata girata in California, dove la produzione ha utilizzato prima l'aeroporto di Santa Susana a Simi Valley. In seguito gli episodi sono stati girati al San Fernando Airport, vicino a San Fernando. L'aeroporto di Santa Susana, che non è più in funzione, si trovava in prossimità dell'Iverson Ranch, un ranch usato per film western, ed è stato l'aeroporto per le riprese della sola prima stagione. Il San Fernando Airport, anch'esso poi chiuso, è stato utilizzato per il resto del ciclo di produzione della serie.

## Personaggi e interpreti

### Personaggi principali
- Chuck Martin (111 episodi, 1957-1963), interpretato da Kenneth Tobey.
- P.T. Moore (111 episodi, 1957-1963), interpretato da Craig Hill.
- Helen Carter (70 episodi, 1957-1963), interpretata da Nancy Hale, segretaria della compagnia.
- Janet Culver (25 episodi, 1956-1957), interpretata da Sandra Spence, segretaria della compagnia.

### Personaggi secondari
- Capitano Bowers (4 episodi, 1957-1959), interpretato da Walter Reed.
- Primo poliziotto (4 episodi, 1957-1958), interpretato da Sidney Clute.
- Dooley (3 episodi, 1957-1959), interpretato da Frank Ferguson.
- Carter Jameson (3 episodi, 1957), interpretato da Vinton Hayworth.
- Mrs. Dunlop (3 episodi, 1957-1958), interpretata da Ann Morrison.
- Howard Keen (3 episodi, 1958-1959), interpretato da Robert Brubaker.
- Alexander Ford (3 episodi, 1957-1959), interpretato da Bartlett Robinson.
- Casey (3 episodi, 1959), interpretato da Michael St. Angel.
- Colonnello Anderson (3 episodi, 1958-1959), interpretato da Vince Williams.
- Al Dorn (3 episodi, 1957-1959), interpretato da Joseph V. Perry.
- Bud Stringer (3 episodi, 1958-1960), interpretato da Charles Aidman.
- Patterson (3 episodi, 1957-1959), interpretato da Stacy Harris.
- Henry Thompson (3 episodi, 1957-1958), interpretato da Whit Bissell.
- Mrs. Patterson (3 episodi, 1957-1958), interpretata da Jeanne Bates.
- Jimmy Aldane (3 episodi, 1957-1958), interpretato da Johnny Crawford.
- Art Masters (2 episodi, 1957-1958), interpretato da James Bell.
- Don Long (2 episodi, 1957-1958), interpretato da Bruce Bennett.
- Dan Malloy (2 episodi, 1957), interpretato da Dabbs Greer.
- Doug Jessop (2 episodi, 1957), interpretato da Edward Binns.
- Duke Stender (2 episodi, 1957), interpretato da Darryl Hickman.
- Lorraine (2 episodi, 1958-1959), interpretato da Jean Allison.
- Dr. Bradley (2 episodi, 1958-1959), interpretato da Wilton Graff.
- Jackie Bryan (2 episodi, 1958), interpretato da Jolene Brand.
- Curt Elroy (2 episodi, 1957-1958), interpretato da Stephen Joyce.
- Anne (2 episodi, 1959), interpretata da Angela Greene.
- Carl Dunlop (2 episodi, 1957-1958), interpretato da Robert Foulk.
- Aunt Grace (2 episodi, 1957), interpretata da Ann Doran.
- Armstrong (2 episodi, 1957-1958), interpretato da William Kendis.
- Big Steve Harris (2 episodi, 1957-1958), interpretato da Mel Welles.
- Ashley (2 episodi, 1957), interpretato da John McNamara.

## Episodi
| Stagione         | Episodi | Prima TV originale |
| ---------------- | ------- | ------------------ |
| Prima stagione   | 39      | 1957-1958          |
| Seconda stagione | 39      | 1958-1959          |
| Terza stagione   | 33      | 1959-1960          |